# وزارة البريد والمواصلات السلكية واللاسلكية (الجزائر)
وزارة البريد والمواصلات السلكية واللاسلكية الجزائرية أو وزارة البريد والمواصلات السلكية واللاسلكية، هي الفرع الوزاري في الحكومة الجزائرية المكلف بالبريد والاتصالات.

## قائمة الوزراء
الوضع
- يدل على وزير بالنيابة

| الرقم | الإسم                                           | بداية العهدة   | نهاية العهدة   | الحكومة                                                                          | ملاحظات |
| ----- | ----------------------------------------------- | -------------- | -------------- | -------------------------------------------------------------------------------- | --- |
| 1     | موسى حساني                                      | 27 سبتمبر 1962 | 25 أبريل 1963  | حكومة بن بلة الأولى                                                              | وزير البريد والاتصالات                                                                                     |
| 2     | عبد القادر زيبق (السن عند تولي المنصب: 47 سنةً)  | 1963           | 1970           |                                                                                  | |
| 3     | محمد القاضي                                     | جويلية 1972    | ديسمبر 1972    |                                                                                  | |
| 4     | سعيد آيت مسعودان (السن عند تولي المنصب: 39 سنةً) | 18 ديسمبر 1972 | 23 أبريل 1977  |                                                                                  | وزير البريد والاتصالات السلكية واللاسلكية                                                                  |
| 5     | محمد زرقيني                                     | 23 أبريل 1977  | 15 يوليو 1980  |                                                                                  | وزير البريد والاتصالات السلكية واللاسلكية                                                                  |
| 6     | عبد النور بكة                                   | 15 يوليو 1980  | 12 يناير 1982  |                                                                                  | وزير البريد والمواصلات                                                                                     |
| 7     | البشير رويس                                     | 12 يناير 1982  | 22 يناير 1984  | [ 7 ]                                                                            | وزير البريد والمواصلات                                                                                     |
| 8     | بوعلام بسايح                                    | 22 يناير 1984  | 9 نوفمبر 1988  | [ 9 ]                                                                            | وزير البريد والمواصلات                                                                                     |
| 9     | Mustapha Benzaza                                | 1986           | 1988           |                                                                                  | |
| 10    | ياسين فرقاني                                    | 9 نوفمبر 1988  | 9 سبتمبر 1989  |                                                                                  | وزير البريد والمواصلات                                                                                     |
| 11    | حميد سيدي السعيد                                | 9 سبتمبر 1989  | 25 يوليو 1990  | حكومة حمروش الأولى                                                               | |
| 12    | محمد سراج                                       | 25 يوليو 1990  | 1992           | حكومة حمروش الثانية حكومة غزالي الأولى حكومة غزالي الثانية                       | |
| 13    | الطاهر علان                                     | 1992           | 27 نوفمبر 1995 | حكومة عبد السلام حكومة مالك حكومة سيفي الأولى                                    | |
| 14    | محند الصالح يويو                                | 27 نوفمبر 1995 | 23 ديسمبر 1999 | حكومة سيفي الثانية حكومة أويحيى الأولى حكومة أويحيى الثانية حكومة حمداني         | |
| 15    | محمد مغلاوي                                     | 31 ماي 2001    | 4 يونيو 2002   |                                                                                  | وزير البريد وتكنولوجيات الاعلام والاتصال                                                                   |
| 16    | زين الدين يوبي                                  | 9 مايو 2003    | 19 أفريل 2004  |                                                                                  | وزير البريد وتكنولوجيات الاعلام والاتصال                                                                   |
| 17    | عمار تو                                         | 26 أفريل 2004  | 1 مايو 2005    |                                                                                  | وزير البريد وتكنولوجيات الاعلام والاتصال                                                                   |
| 18    | بوجمعة هيشور                                    | 1 مايو 2005    | 23 جوان 2008   |                                                                                  | وزير البريد وتكنولوجيات الاعلام والاتصال                                                                   |
| 19    | حميد بصالح                                      | 23 جوان 2008   | 28 مايو 2010   |                                                                                  | وزير البريد وتكنولوجيات الاعلام والاتصال                                                                   |
| 20    | موسى بن حمادي (السن عند تولي المنصب: 57 سنةً)    | 28 مايو 2010   | 24 مايو 2012   | حكومة أويحيى التاسعة                                                             | وزير البريد وتكنولوجيات الاعلام والاتصال                                                                   |
|       | يوسف يوسفي (السن عند تولي المنصب: 71 سنةً)       | 24 مايو 2012   | 4 سبتمبر 2012  | حكومة أويحيى التاسعة                                                             | وزير البريد وتكنولوجيات الاعلام والاتصال (بالنيابة) بالموازاة مع شغله وزارة الطاقة والمناجم                |
| 20    | موسى بن حمادي (السن عند تولي المنصب: 59 سنةً)    | 4 سبتمبر 2012  | 11 سبتمبر 2013 | حكومة سلال الأولى                                                                | وزير البريد وتكنولوجيات الاعلام والاتصال                                                                   |
| 21    | الزهراء دردوري (السن عند تولي المنصب: 58 سنةً)   | 11 سبتمبر 2013 | 14 مايو 2015   | حكومة سلال الثانية حكومة سلال الثالثة                                            | وزيرة البريد وتكنولوجيات الاعلام والاتصال                                                                  |
| 22    | هدى إيمان فرعون (السن عند تولي المنصب: 36 سنةً)  | 14 مايو 2015   | 2 يناير 2020   | حكومة سلال الرابعة حكومة سلال الخامسة حكومة تبون حكومة أويحيى العاشرة حكومة بدوي | وزيرة البريد والاتصالات السلكية واللاسلكية والتكنولوجيا والرقمنة                                           |
| 23    | إبراهيم بومزار (السن عند تولي المنصب: 43 سنةً)   | 2 يناير 2020   | 27 أبريل 2021  | حكومة جراد الأولى حكومة جراد الثانية حكومة جراد الثالثة                          | وزير البريد والاتصالات السلكية واللاسلكية                                                                  |
|       | سيد أحمد فروخي (السن عند تولي المنصب: 54 سنةً)   | 27 أبريل 2021  | 7 يوليو 2021   | حكومة جراد الثالثة                                                               | وزير البريد والاتصالات السلكية واللاسلكية (بالنيابة) بالموازاة مع شغله وزير الصيد البحري والمنتجات الصيدية |
| 24    | كريم بيبي تريكي (السن عند تولي المنصب: 53 سنةً)  | 7 يوليو 2021   | في المنصب      | حكومة بن عبد الرحمان                                                             | وزير البريد والاتصالات السلكية واللاسلكية                                                                  |

## وصلات خارجية
- الموقع الرسمي لوزارة الاتصالات الجزائرية
- وزارة الأتصال الجزائرية
- موقع الهاتف المحمول (موبيليس)
- موقع أتصالات الجزائر (الهاتف القار)
- بريد الجزائر